# Kanoun (Opferkorb)

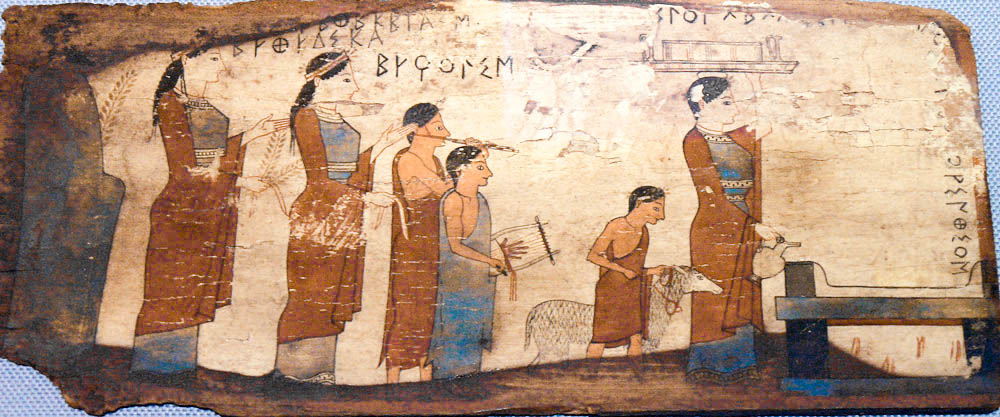
Opferprozession mit vorausgehender Kanephoros und Kanoun (Pitsa-Tafel aus der Nähe von Korinth, um 540–530 v. Chr., NAMA 16464)

Kanoun (altgriechisch τό κανοῦν to kanoún, auch τό κάνεον to káneon, Plural τά κανᾶ ta kaná) bezeichnet meist den Opferkorb im griechischen Opferwesen.
Das Wort leitet sich wahrscheinlich von dem griechischen Wort für Rohr – κάννα kánna – ab und meinte ursprünglich einen aus Rohr geflochtenen Behälter. In Ilias und Odyssee Homers wird der Begriff Kanoun meist in profanem Zusammenhang als Behältnis zum Aufbewahren von Brot, Zwiebeln und Speiseresten verwendet. Doch auch zur Entnahme und zur Aufbewahrung der Opfergerste kennt Homer das Kanoun.
Während das Wort in den literarischen Zeugnissen des 6. Jahrhunderts v. Chr. nicht begegnet, erscheint es im 5. Jahrhundert v. Chr. als Opferkorb. Das Kanoun diente nun dem Transport der Opfergerste, der Binden und des Opfermessers bei Tieropfern. Ob das Opfermesser auf diese Weise vor dem Opfertier verborgen – wie es späte Erklärungsversuche nahelegen – oder durch die Berührung mit der Gerste geheiligt werden sollte, ist nicht abschließend geklärt.
Die Kana wurden von Korbträgerinnen, den Kanephoren, in einer Prozession zum Ort des Opfers getragen. Aus archaischer Zeit sind allerdings auch zwei Darstellungen mit männlichen Korbträgern bekannt. Am Altar angekommen, werden die Kana dem Priester übergeben, bei Aristophanes wird zuvor der Altar umrundet. Über den Opferkörben konnte vereidigt werden, ihre Berührung setzt rituelle Reinheit voraus. Dies unterstreicht die sakrale Aufladung des Kanoun selbst, das zudem als kanoun nymphikon eine Rolle in den Hochzeitsritualen, und somit im privaten Bereich spielte.
Das Kanoun konnte aus unterschiedlichen Materialien gefertigt sein. Literarische Quellen und Tempelinventare nennen Gold, Silber und Bronze, zudem vergoldete Konstruktionen aus Rohr- und Weidengeflecht. Darstellungen in der griechischen Vasenmaler zeigen Kana verschiedener Formgebung. Neben flachen, teller- oder tablettförmigen Körben kommen vor allem in Athen Kana mit höheren Wandungen und drei hochgezogenen Henkeln vor. Die Dreizahl der Henkel bleibt bei allem Wandel ihrer Darstellung kennzeichnend für die attischen Stücke. Versuche, diese dreihenkligen Kana im Fundmaterial vorarchaischer Zeit nachzuweisen und aus älteren, gar mykenischen Vorbildern abzuleiten, sind umstritten. Das klassische, wohl aus Athen stammende Kanoun mit drei Henkeln war in der Magna Graecia weniger verbreitet. Hier kommen auch henkellose Formen vor.
Dass die unterschiedlichen Formen des Kanoun in unterschiedlichen Opferzusammenhängen oder Phasen des Rituals – höhere Formen für die Prozession, flachere für die Durchführung des Opfers – benutzt wurden, lässt sich nicht nachweisen. Ingrid Krauskopf schlug stattdessen vor, in den hohen Kana zweiteilig gearbeitete Behältnisse zu sehen, deren Oberteil man bei Bedarf während der Kulthandlung abnehmen konnte.